# Louis Th. Lehmann
Louis Theodorus Lehmann (Rotterdam, 19 augustus 1920 – Amsterdam, 23 december 2012) was een Nederlands dichter en scheepsarcheoloog.

## Biografie
Lehmann was een originele dichter die veel verscheidenheid in zijn werk toont, met veel burleske humor en een door ironie doorkruiste romantiek. Nog maar achttien jaar oud debuteerde hij in de almanak In Aanbouw, in 1939 uitgegeven door Kees Lekkerkerker. In de Tweede Wereldoorlog werkte hij onder meer mee aan het surrealistische en dadaïstische tijdschrift De Schone Zakdoek met Emiel van Moerkerken, C. Buddingh', Theo van Baaren en Gertrude Pape. In 1964 won hij de Jan Campert-prijs voor Who’s who in Whatland. In zijn latere poëzie geeft hij blijk van meer nuchterheid. Zijn verhalend proza heeft soms een toon van ontgoocheld idealisme.
Lehmann heeft behalve als dichter ook internationaal naam gemaakt als (scheeps)archeoloog. In de jaren '60-'70 publiceerde hij bijvoorbeeld verschillende studies over prehistorisch aardewerk, zogenaamde potbekers, uit het Laat neolithicum en over de opgraving van een grafheuvel uit de bronstijd in West-Friesland. In 1995 promoveerde hij op een onderzoek naar de geschiedenis van de scheepsarcheologie.